# La guerra santa
La guerra santa és una pel·lícula mexicana de 1979 dirigida per Carlos Enrique Taboada.

## Sinopsi
L'acció se situa al Mèxic rural de 1927 per a referir-se a la Guerra Cristera, passant el seu enfocament a la manera en què els grups clericals, en la seva lluita fanàtica en contra del govern de Plutarco Elías Calles, manipulen als pagesos.

## Repartiment
- Jorge Luke - Ursino Valdés
- José Carlos Ruiz - Celso Domínguez
- Víctor Junco - Padre Miguel
- Enrique Lucero - Rutilio Sandoval
- Carlos Cámara - Padre Soler
- Martha Ríos - Felisa
- Jim Habif - Padre Millán
- Ramiro Ramírez - Severo
- Wally Olvera - Juan
- Ángel Aragón - Nabor
- Jesús Gómez Morales - Timoteo
- Anais de Melo - María
- César Sobrevals - Suárez

## Producció
La pel·lícula va començar a rodar-se en el marc de la cinematografia echeverrista, mateixa que en 1971 havia començat una reestructuració de la indústria fílmica mexicana amb base en la promoció exhaustiva del cinema nacional, el suport a nous i joves directors, i l'obertura en temes fins llavors considerats tabú. Es va filmar a partir del 7 de novembre de 1977 als Estudios Churubusco-Aztea, amb locacions a Querétaro (Tequisquiapan) i Michoacán (Cadereyta i Charo). No obstant això, quan la cinta es va concloure en 1977, les autoritats del nou sexenni no van tenir gens d'interès en el film, deixant la pel·lícula gairebé dos anys enllaunada.

## Recepció
La pel·lícula es va estrenar el 5 de juliol de 1979 als cinemes Marina, Mixcoac, Sogem, Tlateloclo, Germán Valdés i Valle Dorado Uno, ràcticament sense promoció. La pel·lícula va ser criticada per construccions febles dramàticament, i per actuacions rebuscades dels seus protagonistes. Malgrat això, la pel·lícula va ser lloada per la seva honestedat i es va considerar un esforç per a començar a aclarir una època històrica indispensable per a comprendre el present.

## Premis
La pel·lícula va guanyar les següents categories en la XXI edició dels Premis Ariel:
- Premi Especial (Carlos Enrique Taboada)
- Edició (Carlos Savage)